# Stazione di Giovinazzo
Stazione di Giovinazzo vasútállomás Olaszországban, Giovinazzo településen.

## Vasútvonalak
Az állomást az alábbi vasútvonalak érintik:
- Ancona–Lecce-vasútvonal

## Kapcsolódó állomások
A vasútállomáshoz az alábbi állomások vannak a legközelebb:
- Stazione di Enziteto Catino
- Stazione di Molfetta